# Гіпопомові
Гіпопомові (Hypopomidae) або тупорилі риби-ножі (англ. Bluntnose Knifefishes) — родина прісноводних костистих риб ряду Гімнотоподібні (Gymnotiformes).
Поширені в Південній Америці та Панамі. Зустрічаються у водоймах усіх країн регіону, за винятком Чилі, але обмежені зоною вологої Неотропіки. Найбільше різноманіття спостерігається в басейні Амазонки.
Станом на листопад 2024 року родина Hypopomidae включала 6 родів і 36 видів. Роди:
- Akawaio  Maldonado-Ocampo, López-Fernández, Taphorn, Bernard, Crampton & Lovejoy, 2014
- Brachyhypopomus  Mago-Leccia, 1994
- Hypopomus  Gill, 1864
- Microsternarchus  Fernández-Yépez, 1968
- Procerusternarchus  Cox Fernandes, Nogueira & Alves-Gomes, 2014
- Racenisia  Mago-Leccia, 1994

Традиційно до складу родини Hypopomidae зараховувались роди Hypopygus і Steatogenys, але вони були перенесені до родини Rhamphichthyidae відповідно до філогенетичного аналізу, проведеного Tagliacollo et al. (2016).
Гіпопомові — риби малого та середнього розміру, найбільший представник родини Brachyhypopomus brevirostris може сягати лише 35 см завдовжки. Вони мають типову для гімнотоподібних видовжену форму тіла з довгим анальним плавцем. До характерних ознак представників родини належать відсутність зубів на щелепах, відносно коротка морда, ніздрі добре розділені. Очі маленькі, зяброві кришки трапецієподібні, анальний плавець починається прямо під основою грудних плавців або трохи позаду за нею, хвостовий та спинний плавці відсутні. Гіпопомові мають багатофазний (зазвичай двофазний) електричний орган, який виробляє електричний розряд у формі дискретних імпульсів.
Екологія та спосіб життя гіпопомових вивчені погано. Відомо, що ці риби водяться в різноманітних водоймах, від сезонних річок у відносно сильно опустелених районах на межі Венесуели, Гаяни та Бразилії до заплав Центральної Амазонії. Представники роду Brachyhypopomus можуть додатково використовувати для дихання повітря, утримуючи його бульбашки в зябровій камері, це дозволяє їм переживати тривалі періоди гіпоксії у воді.